# Melanie Seidler
Melanie Seidler (16 de mayo de 1975) es una deportista sudafricana que compitió en judo. Ganó una medalla de bronce en el Campeonato Africano de Judo de 1997 en la categoría de –56 kg.

## Palmarés internacional
| Campeonato Africano | Campeonato Africano    | Campeonato Africano | Campeonato Africano |
| Año                 | Lugar                  | Medalla             | Categoría           |
| ------------------- | ---------------------- | ------------------- | ------------------- |
| 1997                | Casablanca (Marruecos) | Medalla de bronce   | –56 kg              |